# موريس شميت
موريس شميت (بالفرنسية: Maurice Schmitt)‏ هو عسكري فرنسي، ولد في 23 يناير 1930 في مارسيليا في فرنسا.